# O, tänk en gång när även jag skall skina
O, tänk en gång när även jag skall skina är en psalmtext av okänd författare. Psalmen har fyra verser och sjungs till samma melodi som psalmen Tänk när en gång.

## Publicerad i
- Andliga Sånger 1923, Bibeltrogna Vänners förlag, som nr 63 med titeln "På hemväg".
- Sions Sånger 1951, som nr 165.
- Sions Sånger 1981, som nr 255 under rubriken "Det eviga livet".